# Шведський колоністський округ
46°52′13″ пн. ш. 33°34′59″ сх. д. / 46.87028° пн. ш. 33.58306° сх. д.
Шведський колоністський округ включав у себе німецькі колонії на правому березі Дніпра та північний схід від Херсона. Заснований у 1782 році. Входив до складу Херсонського повіту Херсонської губернії. Центром округу було село Альт-Шведендорф. У 1871 році округ був ліквідований, і на його місці утворена Старошведська волость Херсонського повіту.
Територія Шведського колоністського округу становила 9009 десятин (9090 км²). В окрузі було 145 дворів і 21 безземельне сімейство (1857 рік). Працював 21 млин, 30 ткацьких верстатів, 5 церков і молитовних будинків, 1 школа (1841 рік).

## Села
До складу округу входили села:
| № | Назва           | Німецька назва  | Сучасна назва       | Рік  |
| - | --------------- | --------------- | ------------------- | ---- |
| 1 | Альт-Шведендорф | Alt-Shwedendorf | Зміївка             | 1782 |
| 2 | Клостердорф     | Klosterdorf     | у складі с. Зміївка | 1805 |
| 3 | Мюльгаузендорф  | Mühlhausendorf  | у складі с. Зміївка | 1814 |
| 4 | Шланґендорф     | Schlangendorf   | у складі с. Зміївка | 1814 |

## Населення
| № | Кількість | Рік  |
| - | --------- | ---- |
| 1 | 498       | 1818 |
| 2 | 1233      | 1834 |
| 3 | 1691      | 1841 |
| 4 | 2356      | 1859 |